# Primer romànic

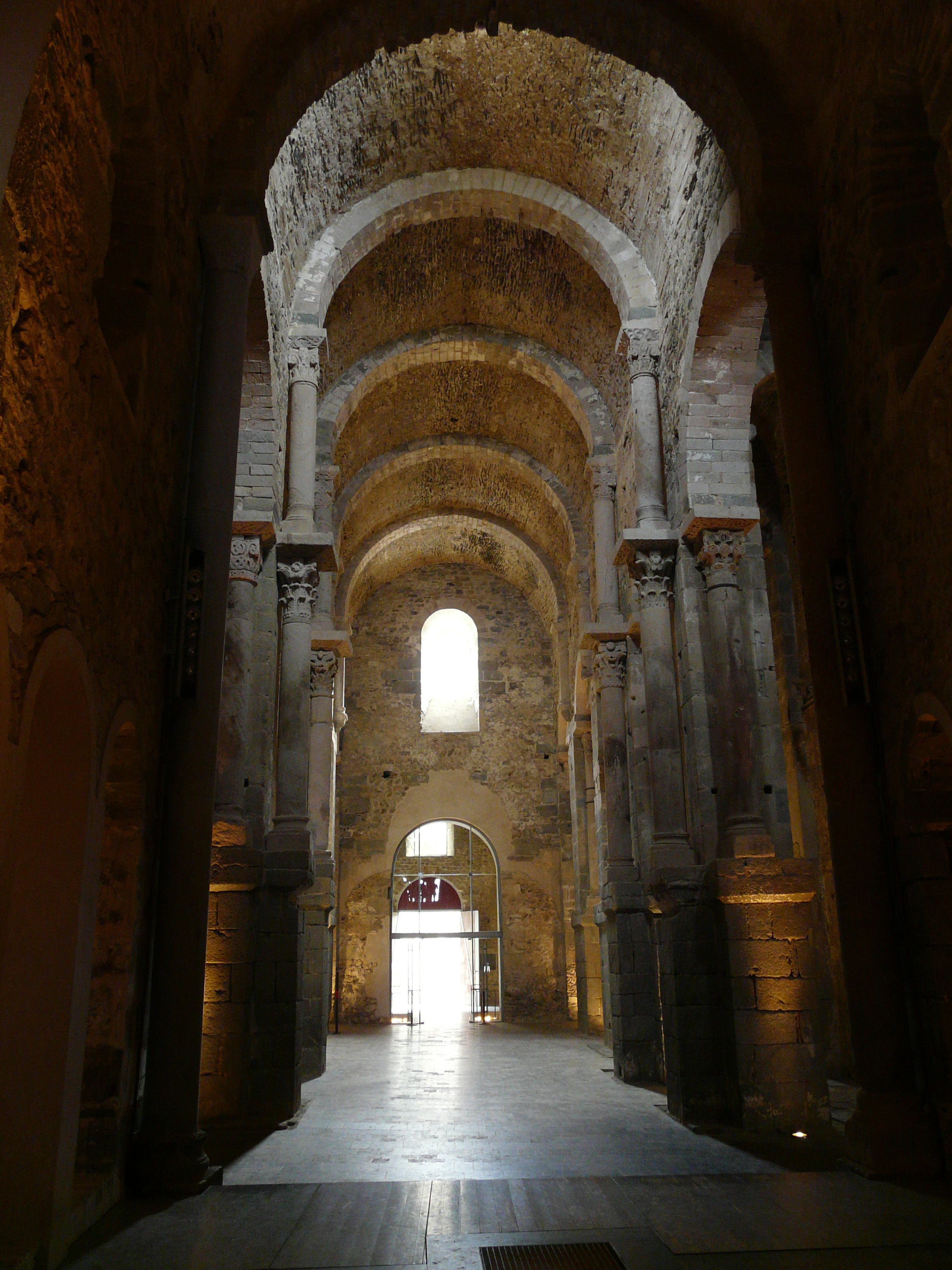
Interior de l'església del monestir de Sant Pere de Roda

El primer romànic fou l'art romànic desenvolupat a Catalunya durant el segle x. La denominació és deguda a Puig i Cadafalch. Aquesta denominació és avui comunament acceptada. Per tal d'eludir el terme “art preromànic”, que sol emprar-se amb una accepció molt més àmplia, que enquadra genèricament l'art altmedieval i paleocristià, i a Espanya els estils visigot, asturià, mossàrab i de repoblació. Puig i Cadafalch va preferir utilitzar l'expressió primer romànic o primer art romànic per a designar aquelles anticipacions catalanes del romànic pròpiament dit.
La proximitat geogràfica d'aquest territori amb els corrents artístics procedents de França i Itàlia van fer que apareguessin precoçment a Catalunya manifestacions de l'incipient art romànic. Mentre que aquest art no va aconseguir arrelar en la resta de la península Ibèrica fins al segon terç del segle xi, en els comtats catalans es troben nombrosos exemples anteriors que, si no plenament romànics, sí que contenen moltes de les característiques definitòries d'aquest estil artístic.
Un exemple destacat del primer romànic és el monestir de Sant Pere de Roda, amb l'església consagrada el 1022. Entre els elements que s'hi troben i que no apareixen al romànic posterior, hi ha l'altitud de la nau i l'organització dels pilars (amb secció en forma de T i capitells d'inspiració clàssica) i la planta, amb tres naus que es perllonguen formant una girola de traçat parabòlic que dona la volta per darrera l'altar.